# 香港鐵路車票
香港鐵路車票是指可於香港鐵路運輸任何系統使用的車票，包括港鐵公司、香港電車及山頂纜車。

## 港鐵

港鐵成人及特惠單程票（磁带版本）

由於港鐵的車費結構十分複雜，因此設有很多車票種類，供乘客選購，以作乘車的用途。港鐵公司亦發行旅遊車票，大部份此類車票只限持有外國旅遊證件的乘客購買。港鐵的車票主要分為4類：一般車票、遊客車票、月票及其他車票，當中主要是磁卡塑膠質車票，亦有儲存在八達通的電子車票。

## 香港電車
香港電車通車初期，是以售票的形式收取車資。當時主要使用的車票為單程票，按座位級別分為頭等和三等兩種。1976年，電車引入收費錢箱，並於1982年淘汰全數售票員，令香港電車單程票成為歷史。
另一方面，早於1930年代，香港電車已設有月票制度，並推行至今。惟大部分香港居民都不知道這回事。電車月票售價220港元，於屈地街車廠、銅鑼灣及北角電車總站有售。

## 山頂纜車

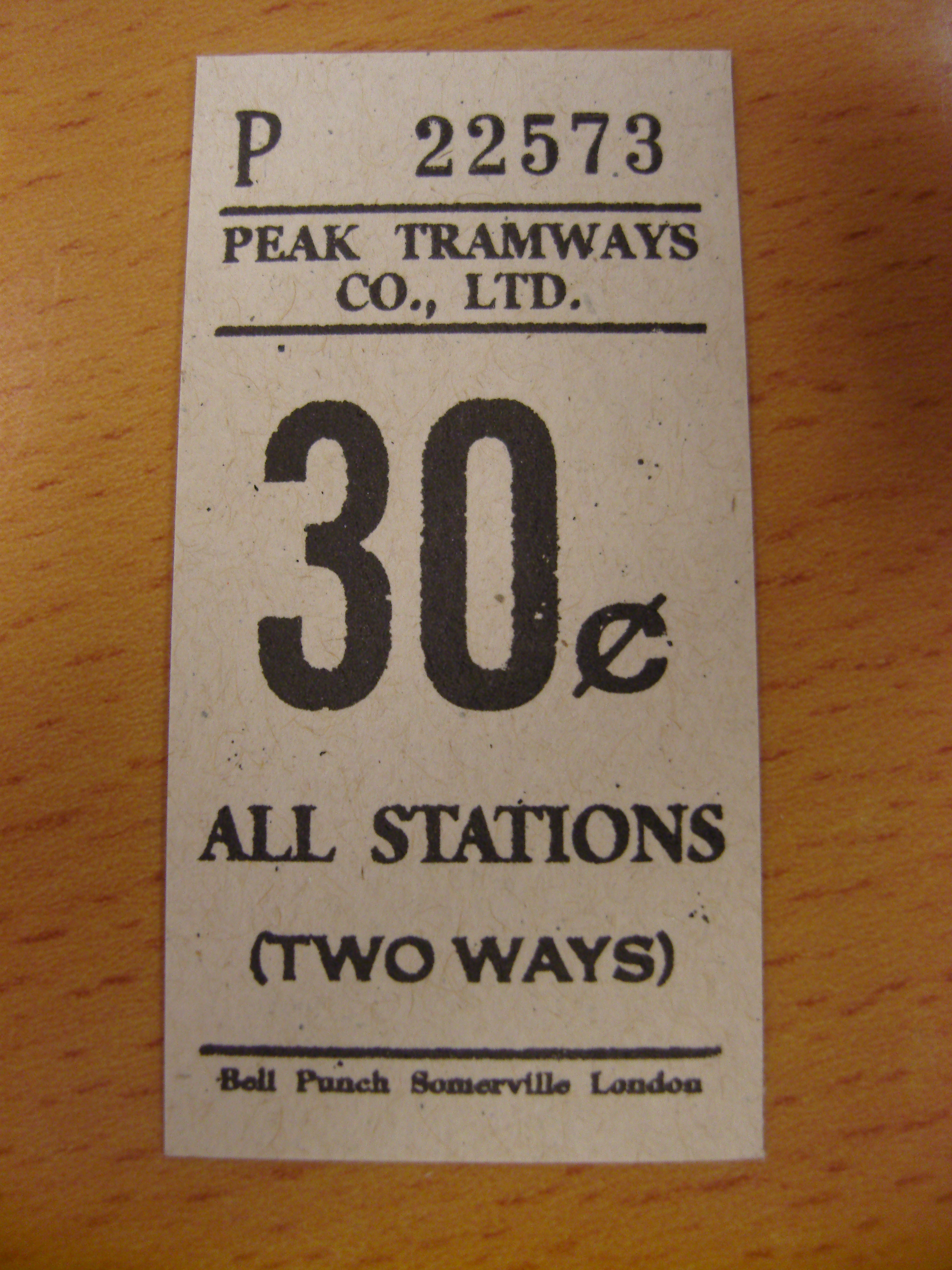
山頂纜車通車時，其二等單程車票售價0.3港元，圖中為山頂纜車120週年紀念的仿製品

山頂纜車至通車至今，一直沿用以售票的形式收取車資。現時山頂纜車提供單程票（成人37港元；小童或長者14港元）、來回票（成人52港元；小童或長者23港元），以及月票（620港元）。香港法例第265章22條（2）《山頂纜車條例》明文規定，如任何人申請使用纜車的月票，公司須發出月票，而月票的收費不得超過單程全程標準車費的25倍。
殘疾人士登記證持證人可享有小童/長者優惠收費乘車，只適用於即場購票。